# يورن سورينسن
يورن سورينسن (بالدنماركية: Jørn Sørensen)‏ (17 أكتوبر 1936 في الدنمارك - ) هو مدرب كرة قدم ولاعب كرة قدم دانمركي في مركز الوسط، شارك في الألعاب الأولمبية الصيفية 1960. وشارك مع منتخب الدنمارك لكرة القدم. أما مع النوادي، فقد لعب مع كوبنهاغن بولدكلوب ونادي بيلينزونا ونادي رينجرز ونادي ميتز ونادي غرينوك مورتون.

## وصلات خارجية
- يورن سورينسن على موقع قاعدة بيانات كرة القدم.إي يو (الإنجليزية)
- يورن سورينسن على موقع ناشيونال فوتبول تيمز (الإنجليزية)
- يورن سورينسن على موقع اللجنة الأولمبية الدولية (الإنجليزية)
- يورن سورينسن على موقع أوليمبيديا (الإنجليزية)